# 鷹爪豆屬
鹰爪豆属（学名：Spartium）是蝶形花科下的一个属，为灌木植物。该属仅有鹰爪豆（Spartium junceum）一种，原产于地中海地区。属名Spartium源于希腊语spartos，即“金雀豆”。